# Legionen "Frihet för Ryssland"
Legionen "Frihet för Ryssland" (ryska: Легион «Свобода России», Legion "Svoboda Rossii") är en militärenhet som är en del av Ukrainas internationella legion. Den består mestadels av ryska frivilliga och före detta soldater som har hoppat av från Rysslands armé. Legionen grundades i början av mars 2022 och då var det 5 000 personer som hade ansökt till legionen. Legionen är emot Vladimir Putins Ryssland och använder den vit-blå-vita flaggan som sin symbol. Dessutom använder legionen Rysslands före detta nationalsång den patriotiska sången som sin marsch.

## Historia och ideologi
Enligt legionens egen anmälan är Rysslands fiende inte Ukraina utan "rånare, mördare och krigsförbrytare" som har makten i Kreml.
Den 31 augusti 2022 undertecknade legionen, tillsammans med Nationella republikanska armén och Ryska frivilligkåren den så kallade Irpindeklarationen. De tre vill grunda ett politiskt centrum som kommer att koordinera verksamhet mot Rysslands nuvarande regering. Enligt deklarationen är syftet att befria Ryssland från Putins tyranni. Deklarationen nämner Ilja Ponomarev som sin ledare.
Legionens mest kända medlem lär vara Igor Volobujev som tidigare har varit som Gazprombanks vicepresident.
I februari 2023 uppskattas legionen att ha flera hundra, högst 1 000, soldater.
Den 22 maj 2023 inledde legionen en gränsöverskridande attack mot Belgorod-regionen i Ryssland.
Den 12 mars 2024 genomförde legionen räder i Kursk- och Belgorod-regionerna och har hävdat att de kontroller två byar.

## Reaktioner
Rysslands åklagarämbete anmälde i februari 2023 att den vill utnämna legionen till terroristorganisation som skulle leda till att dess verksamhet kan officiellt förbjudas. Detta berodde på att legionen enligt sin egen anmälan har gjort sabotage i Ryssland. Medier i Ryssland talar inte heller så mycket om legionen; till exempel RT nämnde legionen bara en gång i en kort video före juli 2022.